# Thuốc thử Benedict
Thuốc thử Benedict hay dung dịch Benedict là một thuốc thử trong hóa học hữu cơ nhận biết sự có mặt của đường khử. Thuốc thử này là hỗn hợp của muối natri carbonat, natri citrat và đồng(II) sulfat ngậm 5 phân tử nước (CuSO4.5H2O). Giống như thuốc thử Fehling, thuốc thử Benedict cũng cho kết quả dương tính nếu dung dịch chứa chất khử khác ngoài đường khử. Kết quả dương tính khi màu sắc thuốc thử đổi từ dung dịch xanh lam trong suốt sang kết tủa đỏ gạch.
Nói chung, phản ứng Benedict nhận biết nhóm chức aldehyde, alpha-hydroxy-keton và hemiacetal, bao gồm cả những nhóm chức xuất hiện trong một số ketose nhất định. Do đó, mặc dù đường ketose như fructose không hoàn toàn là đường khử, nhưng fructose là một alpha-hydroxy-keton vì base trong thuốc thử chuyển fructose thành đường aldose là glucose và mannose nên có kết quả dương tính với thuốc thử Benedict. Sự oxy hóa đường khử bởi phức cupric (Cu2+) trong thuốc thử tạo ra cuprơ (Cu+), kết tủa dưới dạng đồng(I) oxide màu đỏ, không tan (Cu2O).
Phản ứng được đặt theo tên của nhà hóa học người Mỹ Stanley Rossiter Benedict.

## Thành phần và điều chế thuốc thử
Thuốc thử Benedict là dung dịch nước màu xanh lam đậm. Mỗi lít chứa thành phần như sau:
- 17,3g đồng sulfat
- 173g natri citrat
- 100g natri carbonat khan hoặc tương đương 270g natri carbonat ngậm 10 phân tử nước (Na2CO3.10H2O)

Các bước pha chế thuốc thử như sauː Trước tiên, natri carbonat và natri citrat được trộn vào nhau, sau đó đồng(II) sulfat được thêm vào từ từ và khuấy liên tục. Natri citrat hoạt động như một chất tạo phức giữ Cu2+ trong dung dịch, nếu không Cu2+ sẽ kết tủa. Natri carbonat giữ cho dung dịch có tính kiềm. Khi có mặt các chất khử nhẹ, ion đồng (II) bị khử thành đồng (I), kết tủa trong điều kiện kiềm dưới dạng đồng(I) oxide rất dễ thấy.

## Phân tích hữu cơ
Để nhận biết monosaccharide và disaccharide khử có trong thức ăn, lấy mẫu thức ăn đó được hòa tan trong nước và thêm một lượng nhỏ thuốc thử Benedict. Trong quá trình đun cách thủy, thường từ 4–10 phút, dung dịch sẽ chuyển màu từ màu xanh lam (không có đường khử) thành màu da cam, vàng, lục, đỏ, sau đó kết tủa đỏ gạch hoặc nâu (theo nồng độ thấp đến cao của đường khử). Sự thay đổi màu sắc sẽ cho thấy sự hiện diện của đường khử.
| Thí nghiệm                                                                              | Quan sát                                          | Kết luận                            |
| --------------------------------------------------------------------------------------- | ------------------------------------------------- | ----------------------------------- |
| Cho chất vào nước + 3 mL dung dịch Benedict, sau đó đun sôi trong vài phút và để nguội. | Thu được kết tủa đỏ, lục hoặc vàng                | Có đường khử, chẳng hạn như glucose |
| Cho chất vào nước + 3 mL dung dịch Benedict, sau đó đun sôi trong vài phút và để nguội. | Dung dịch vẫn trong hoặc có một chút màu xanh lam | Không có đường khử                  |

Các disaccharide thông thường là lactose và maltose được phát hiện trực tiếp bằng thuốc thử Benedict vì mỗi loại chứa glucose với một gốc aldehyde khử tự do sau khi đồng phân hóa.
Sucrose (đường ăn) trong thành phần chứa hai loại đường đơn (fructose và glucose) được nối với nhau bằng liên kết glycosidic của chúng theo cách để ngăn chặn glucose trải qua quá trình đồng phân hóa thành aldehyde hoặc fructose (fructose sau đó chuyển thành dạng alpha-hydroxy-ketone). Vì vậy, sucrose là một loại đường không khử, không phản ứng với thuốc thử Benedict. Tuy nhiên, sucrose gián tiếp tạo ra kết quả dương tính với thuốc thử Benedict nếu đun nóng với acid hydrochloric loãng trước khi thử nghiệm. Lúc này sucrose bị thủy phân bởi acid và nhiệt nên liên kết glycosidic trong sucrose bị phá vỡ. Các sản phẩm của sự phân hủy sucrose là glucose và fructose, cả hai đều có thể được phát hiện bằng thuốc thử Benedict như đã mô tả ở trên.
Tinh bột không phản ứng hoặc phản ứng rất kém với thuốc thử Benedict do số lượng đường khử tương đối nhỏ, chỉ xuất hiện ở các đầu của chuỗi carbohydrate. Các loại carbohydrate khác tạo ra kết quả âm tính, ví dụ như inositol.
Thuốc thử Benedict cũng có thể được sử dụng để kiểm tra sự hiện diện của glucose trong nước tiểu, mức độ tăng cao được gọi là glucos niệu. Glucos niệu có thể là dấu hiệu của tiểu đường, nhưng thuốc thử Benedict không được khuyến khích sử dụng để chẩn đoán tình trạng nói trên. Điều này là do khả năng xảy ra phản ứng trong đó sự hiện diện của các chất khử khác như vitamin C, thuốc L-DOPA và acid homogentisic (kiềm niệu) tạo ra dương tính giả.
Vì màu sắc của cặn thu được có thể được sử dụng để suy ra lượng đường có trong dung dịch, xét nghiệm với thuốc thử Benedict là bán định lượng. Kết tủa màu xanh lục cho biết nồng độ đường trong nước tiểu khoảng 0,5 g%; kết tủa vàng cho biết nồng độ 1 g%; màu cam cho biết nồng độ 1,5 g% và màu đỏ cho biết nồng độ 2 g% hoặc cao hơn.

## Thuốc thử định lượng
Thuốc thử Benedict định lượng chứa kali thiocyanat và được sử dụng để xác định định lượng nồng độ của đường khử. Dung dịch này tạo thành kết tủa đồng(I) thiocyanat có màu trắng và có thể được sử dụng để chuẩn độ. Việc chuẩn độ phải được lặp lại bằng dung dịch glucose 1% thay vì dùng mẫu ban đầu để hiệu chuẩn.

## Phản ứng ion
Phản ứng thực giữa một aldehyde (hoặc một alpha-hydroxy-keton) và các ion đồng(II) trong thuốc thử Benedict được diễn giải như sau:
RCHO + 2 Cu2+ + 5 OH−
 → RCOO−
 + Cu
2O + 3 H
2O.
Các ion hydroxide trong phương trình trên hình thành khi natri carbonat hòa tan trong nước. Khi có citrat, phản ứng trở thành:
RCHO + 2 Cu(C
6H
5O
7)−
 + 5 OH−
 → RCOO−
 + Cu
2O + 2 C
6H
5O3−
7 + 3 H
2O.